# アオゲラ
アオゲラ（緑啄木鳥、Picus awokera）は、キツツキ目キツツキ科アオゲラ属に分類される鳥類。日本固有種。

## 分布
P. a. awokera　アオゲラ
本州に分布し、まれに飛島、粟島、佐渡島、隠岐でも見られる。
P. a. horii　カゴシマアオゲラ
四国、九州に分布する。
P. a. takatsukasae　タネアオゲラ
種子島、屋久島に分布する。

## 形態
全長29cm (29-30cm)、体重120-138g。体上面の羽衣、尾羽や翼は黄緑色で、和名（緑も含めた古い意味での青）の由来になっている。背中や肩羽は灰色みを、腰や尾羽は黄色みを帯びる。胸部の羽衣は灰褐色。腹部の羽衣や尾羽基部の下面（下尾筒）は白く、体側面から下尾筒にかけてアルファベットの「V」字状の黒い斑紋が入る。頭部や頸部の羽衣は灰色で、嘴の基部から側頭部にかけて黒い筋模様（顎線）が入る。顎線の一部は赤く、喉は白い。初列風切は黒褐色で、白い斑点が入る。
虹彩は暗赤色。上嘴の色彩は黒く、下嘴の色彩は黄色みを帯びる。後肢の色彩は灰色。
オスは額から後頭にかけての羽衣が赤く、顎線にある赤色部の面積がより大きい。メスは後頭の羽衣のみ赤く、顎線にある赤色部の面積がより小さい。
南に分布する個体群は小型で、体色が濃くなる傾向がある。

## 分類
- Picus awokera awokera Temminck, 1836 アオゲラ
- Picus awokera horii Taka-Tsukasa, 1918 カゴシマアオゲラ
- Picus awokera takatsukasae Kuroda, 1921 タネアオゲラ

## 生態
平地から山地にかけての森林に生息する。あまり季節の移動はしないが、亜種アオゲラは住宅地などでも観察される。
食性は動物食傾向の強い雑食で、主に幹や枝で昆虫を採食するが、果実も食べる。樹上でも地表でも採食を行い、地上でアリも採餌する。
生木の幹に穴を掘った巣に、1回に7-8個の白色無斑の卵を産む。雌雄交代で抱卵する。
鳴き声は「キョッキョッ」。飛翔時に「ケレケレケレ」と鳴くこともある。繁殖期には口笛のような「ピョーピョーピョー」という声も発する。